# Marina Imperială Japoneză

Steagul Marinei Imperiale Japoneze

Marina Militară Imperială Japoneză (大日本帝國海軍/Dai-Nippon Teikoku Kaigun) literal: "Marina Militară a Marelui Imperiu Japonez" a fost marina Imperiului Japonez între anii 1869-1947. A fost dizolvată după Al Doilea Război Mondial ca urmare a renunțării constituționale a Japoniei de a rezolva disputele internaționale pe calea armelor.
După dizolvarea Marinei Militare Imperiale Japoneze s-a format Forța Japoneză Maritimă de Autoapărare.

## Lupte mai importante în care a fost angajată Marina Militară Imperială Japoneză
Expediția din Taiwan din 1874 

Primul Război Chino-Japonez 

Războiul ruso-japonez 

Primul Război Mondial 

Al Doilea Război Chino-Japonez 

Al Doilea Război Mondial

## Comandanți importanți
Isoroku Yamamoto 

Tōgō Heihachirō 

Itoh Sukeyuki 

prințul Fushimi Hiroyasu etc.
Marina Militară Imperială Japoneză în anii 1920 era cea de a treia cea mai mare forță militară marină a lumii după  Royal Navy și United States Navy. Era oponentul principal al Aliaților în Războiul din Pacific.

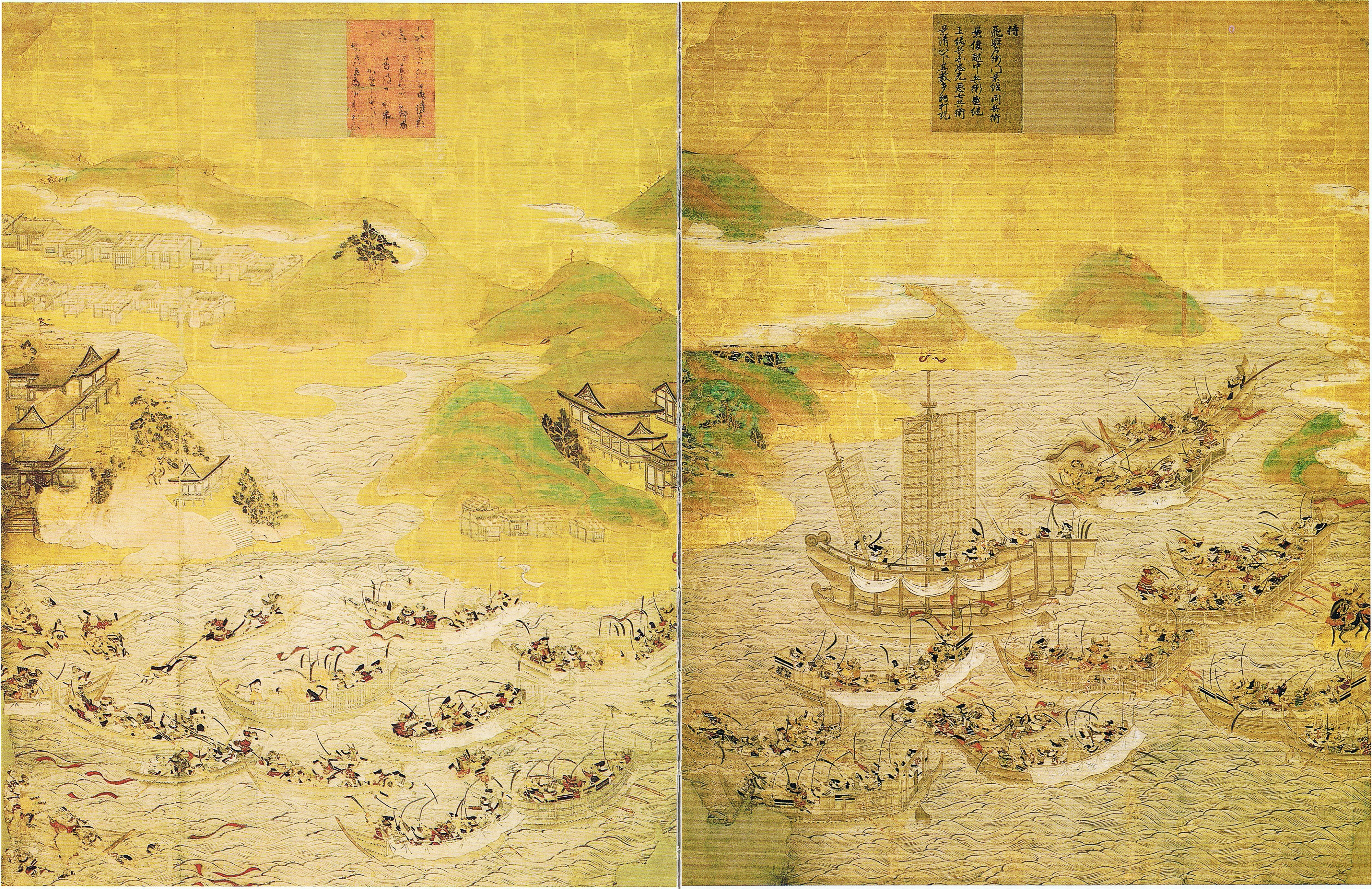
Bătălia Navală din Dan-no-ura - 1185.

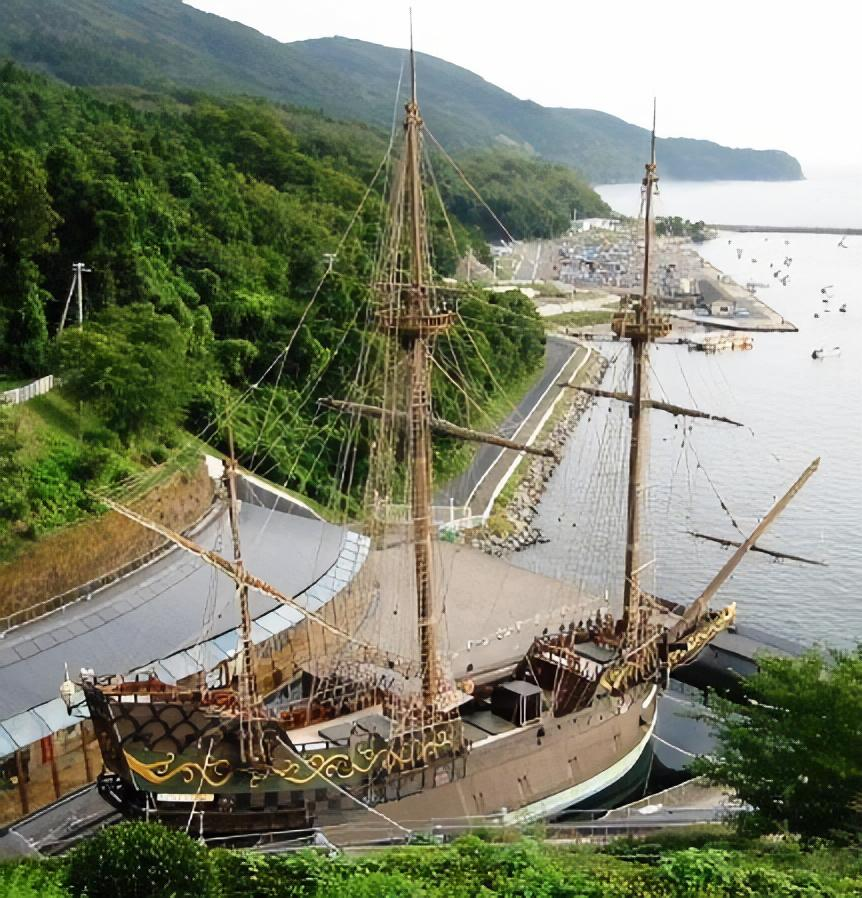
Replica unui galion japonez din 1613 Ishinomaki, Japonia.

#### Origini
Japonia are o istorie lungă de interacțiune navale cu continentul asiatic, care la început însemna transportul de Trupelor între Coreea și Japonia, începând cu cel puțin cu începutul perioadei Kofun în secolul al treilea.

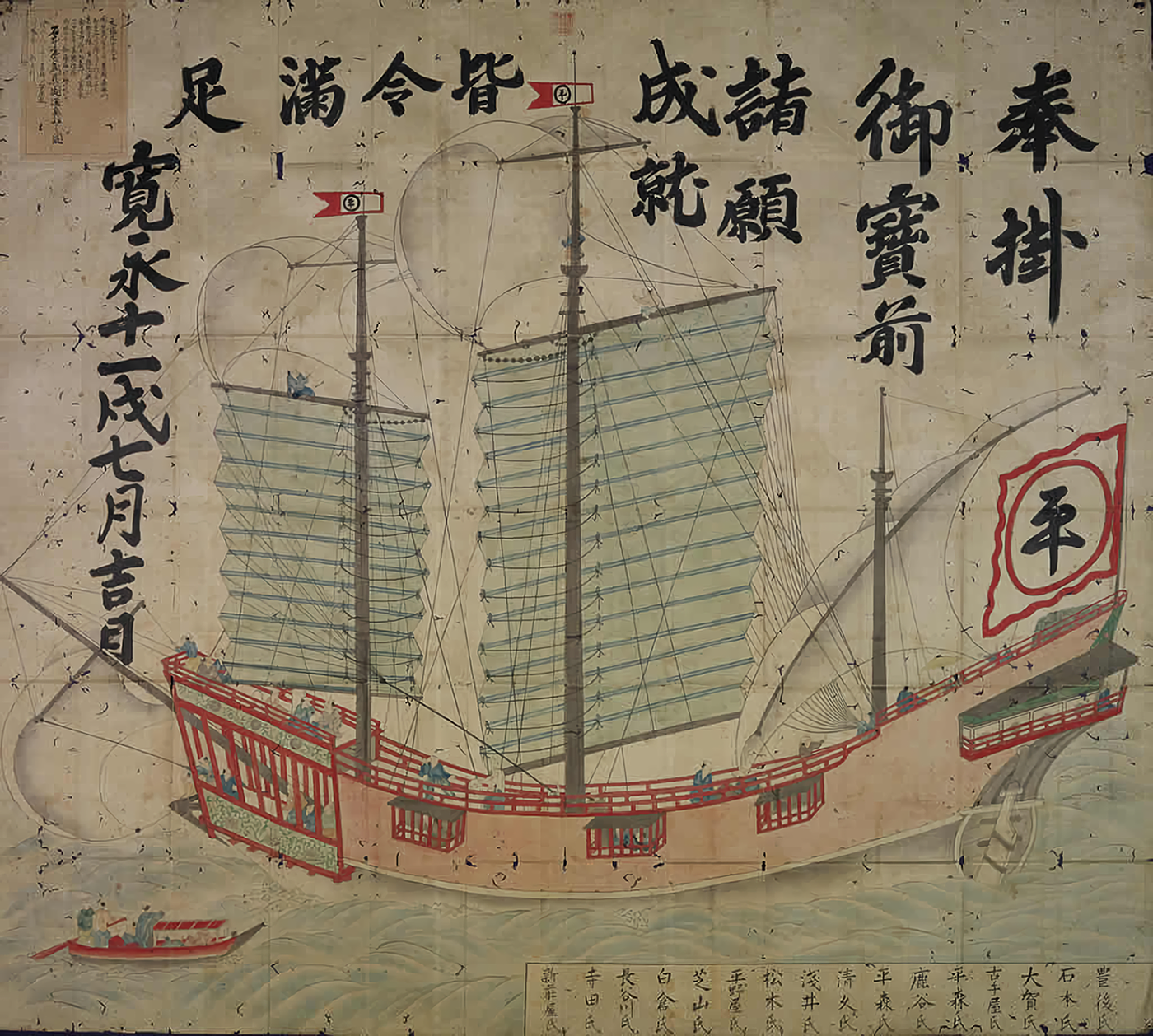
o navă japoneză din 1634, combinând tehnologiile din est şi vest

După încercarea eșuată a hanului Kubilai în 1274 și 1281 de a invada Japonia, wokō, adică pirații japonezi au devenit foarte activi în jefuirea coastelor Imperiului chinez.
În secolul 16, în perioada epocii Sengoku, atunci când conducători feudali japonezi  luptau între ei pentru supremație Japonia s-a angajat în eforturi mari de construcții navale, în această perioadă construindu-se mai multe sute de nave.
În această perioadă Japonia a construit prima sa navă cu aburi, când daimyo-ul japonez Nobunaga Oda în anul 1576 avea șase Atakebune blindate cu fier [5] 

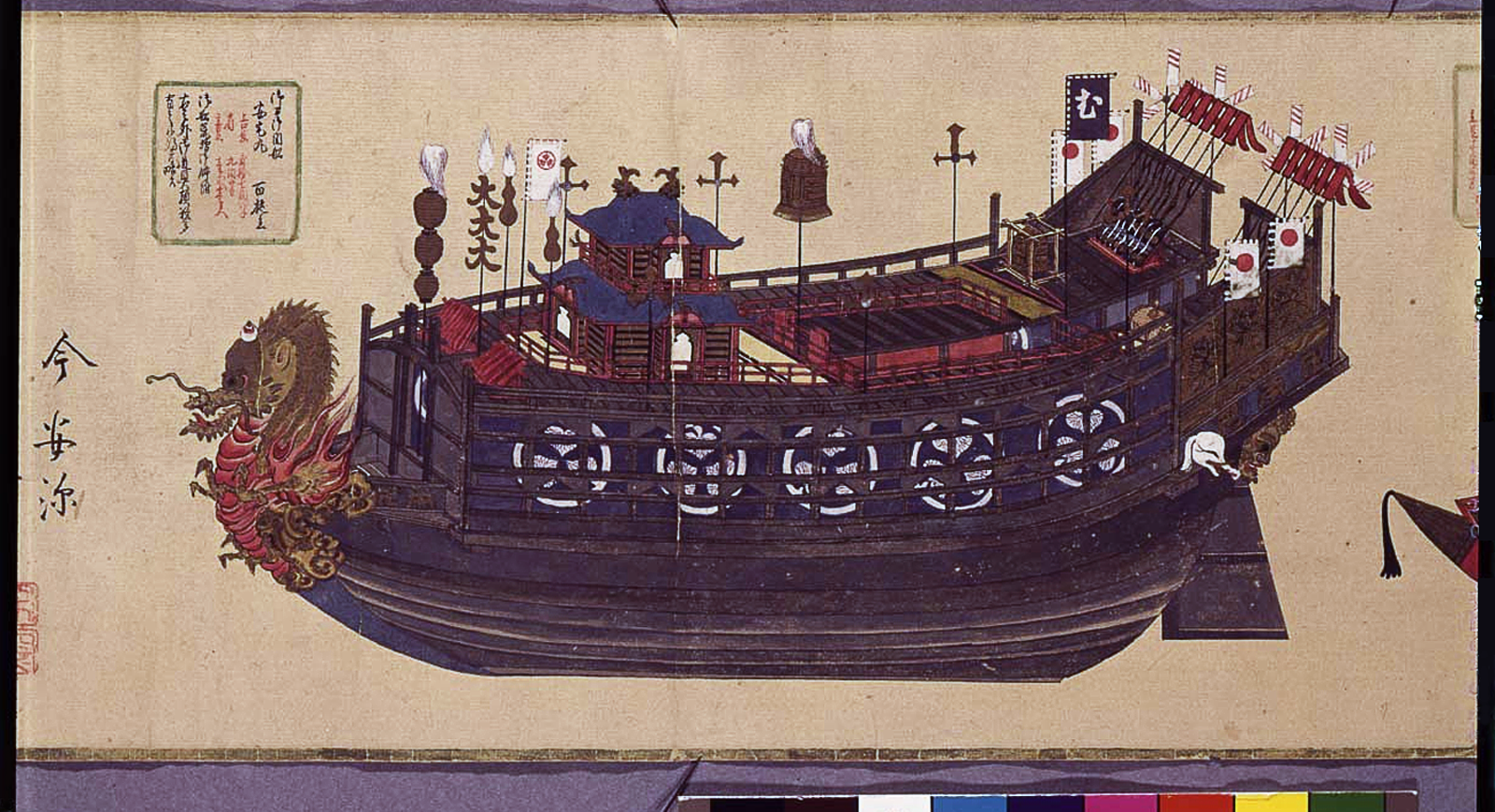
Un "Atakebune" japonez din secolul al 16-lea-navă de luptă de coastă.

În 1588, Toyotomi Hideyoshi interzice pirateria wakō, pirații devenind vasalii lui Hideyoshi participând la Invazia japoneză a Coreei (1592-1598).
Japonia și-a construit prima sa navă de luptă oceanică în secolul al 17-lea după contactul cu națiunile din Vest în perioada comerțului Nanban.
În 1613 daimio-ul Sendai-ului în acord cu șogunul Tokugawa a construit nava de luptă  Date Maru un galion de 500 tone.

#### Perioada izolării

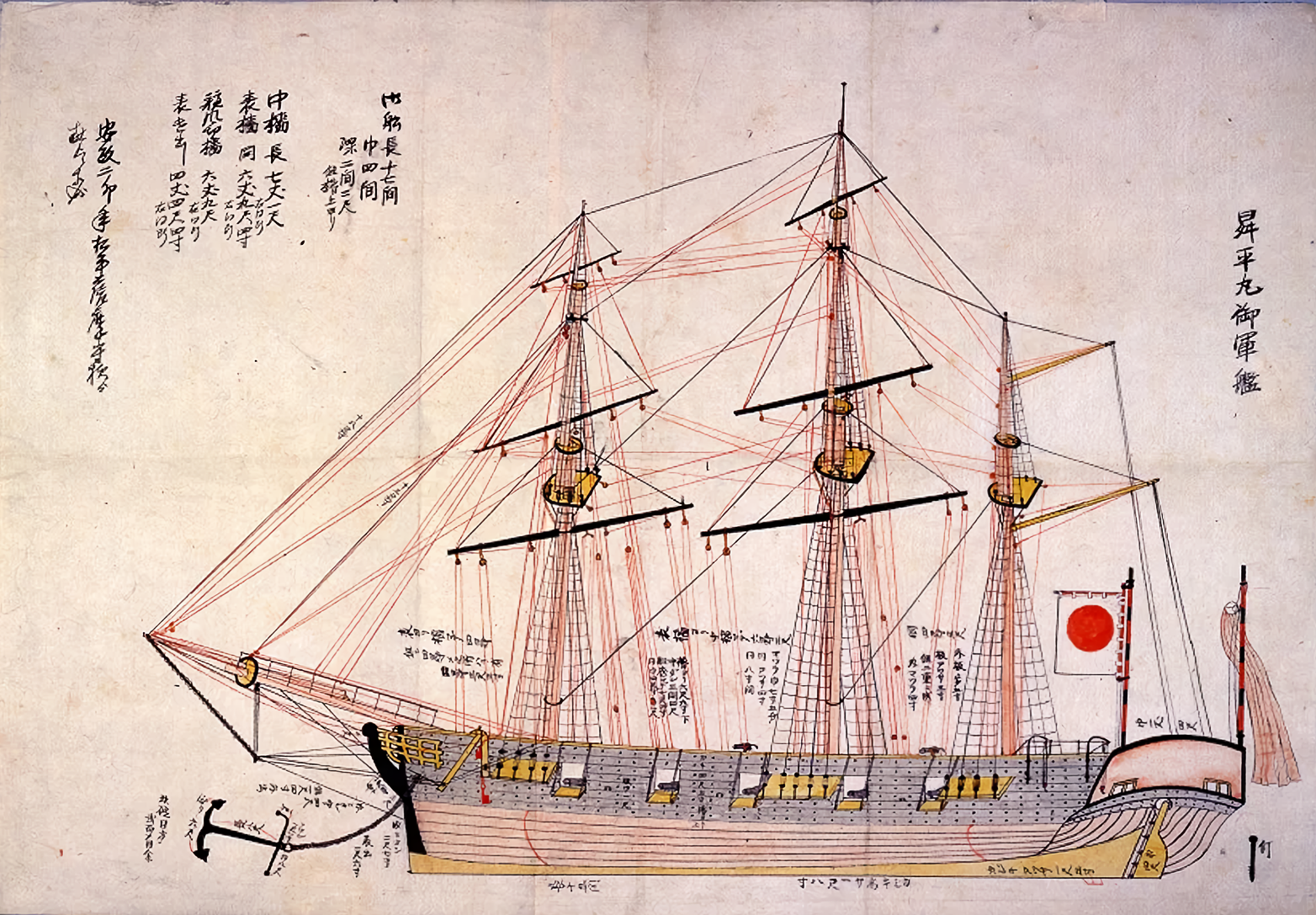
Nava de război japoneză Shohei (1854) construit după proiect olandez.

Începând din 1640, pentru mai mult de 200 de ani, Japonia a ales "sakoku" (izolarea), care interzicea contacte cu Occidentul, a eradicat creștinismul și sub pedeapsa cu moartea a interzis construcția navelor oceanice.[9]
Contactele cu străinii s-au menținut prin enclava olandeză de la Dejima, toate acestea permițând transferul unui volum mare de cunoștințe legate de revoluția tehnologică și științifică din Vest. Acest studiu a științelor de Vest, numit "rangaku" a permis de asemenea Japoniei să rămână informată în domenii relevante pentru științele marine, cum ar fi cartografierea, optica sau științe mecanice.[10] 
Studiul tehnicilor de construcții navale din Vest au fost reluate în anii 1840. la sfârșitul Shogunatului Tokugawa (Bakumatsu)[11] [12]

#### Modernizarea timpurie a Marinei Șogunatului
În anii 1853 și 1854 comandorul Matthew Perry a făcut o demonstrație de forță cu navele sale, obținând prin Convențian de la Kanagawa din 1854 comerț internațional, care a fost urmat de un alt tratat în 1858 care asigura străinilor condiții foarte avantajoase de comerț.
Odată ca Japonia a acceptat influențele străine, șogunatul a inițiat o politică activă de asimilare a tehnologiilor navale străine. În 1855 cu asistență olandeză Japonia și-a achiziționat prima navă de luptă cu aburi,Kankō Maru care a fost folosit pentru instrucție la Centrul de instrucție din Nagasaki.
În 1857 a fost achiziționat prima navă cu aburi cu elice, Kanrin Maru, care a fost folosit în curând de Ambasada Japoniei în SUA.

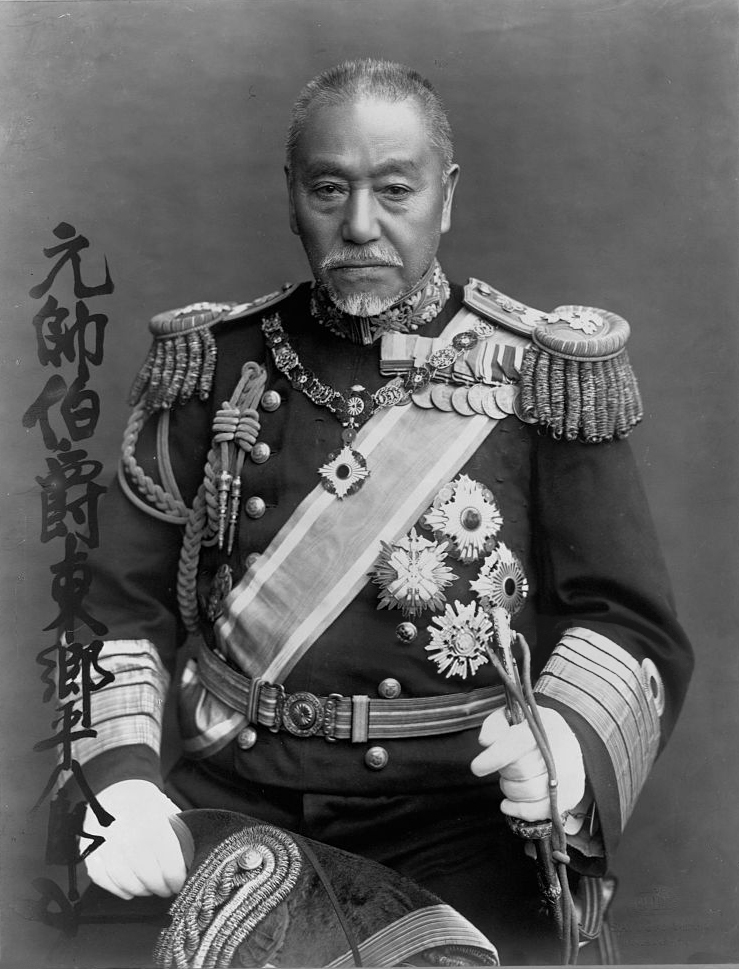
Amiralul Togo

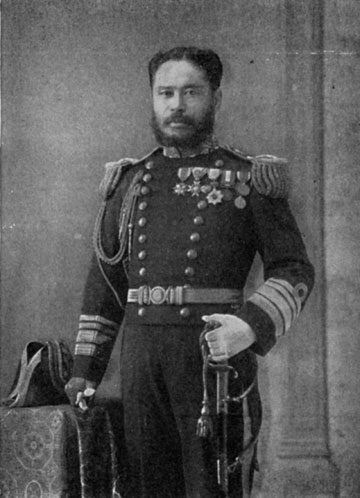
Amiralul Yamamoto în 1904

În anii care au urmat Japonia a trimis la studii navale în Occident mai mulți studenți, începând o tradiție a educării liderilor în Vest ca în cazul amiralilor: Takeaki Enomoto, Heihachirō Tōgō și Yamamoto Isoroku

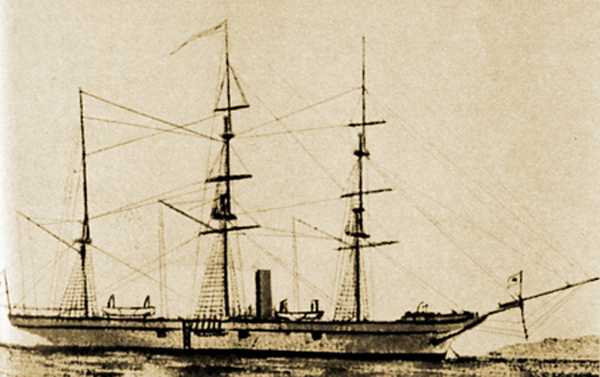
Nava de luptă japoneză Kanrin Maru, cu aburi şi acţionată cu elice, 1857

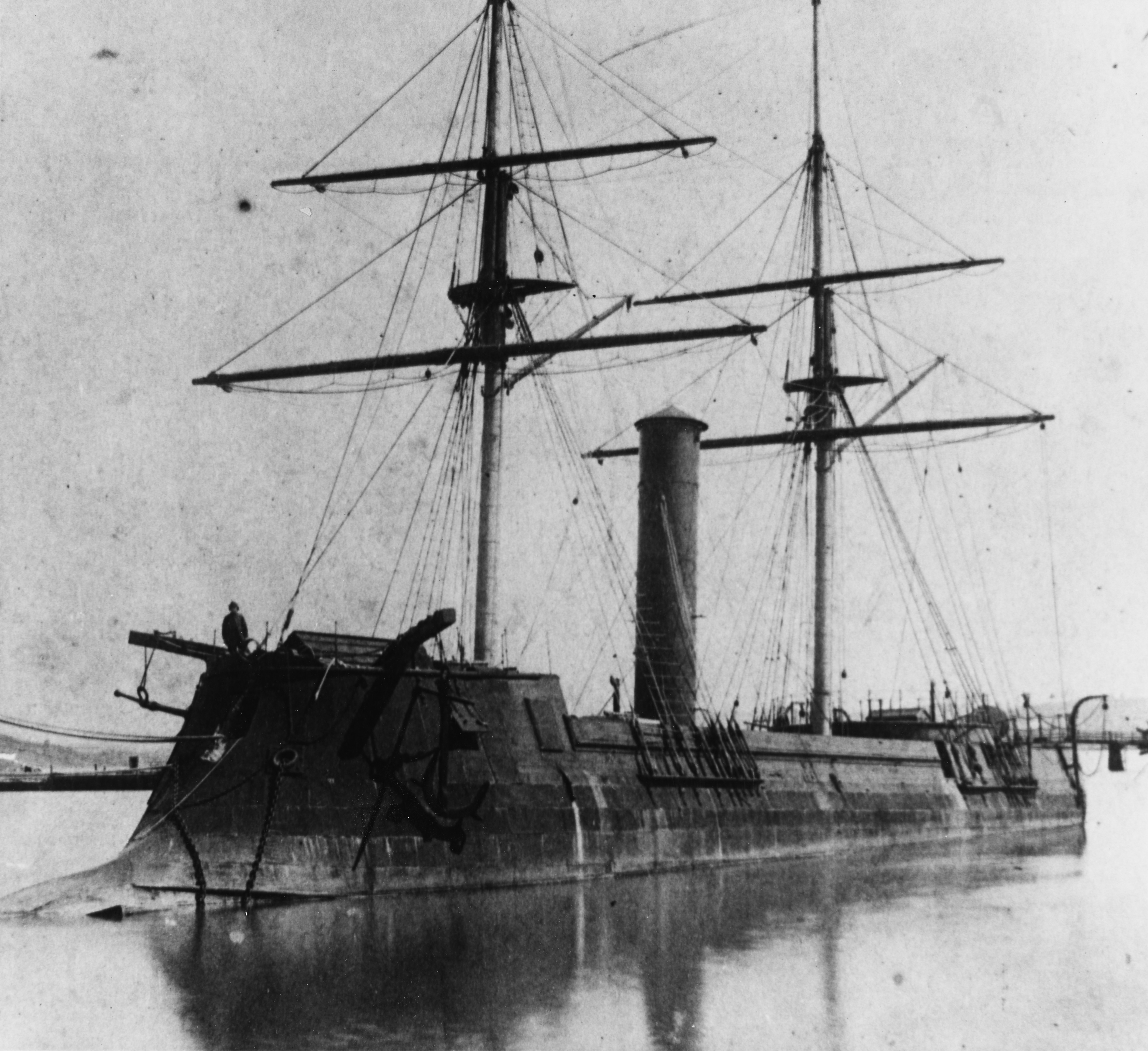
Kotetsu (ex-CSS Stonewall), Prima navă de luptă modernă cu aburi a Japoniei, 1869

#### Prima navă de război modernă construită în Japonia

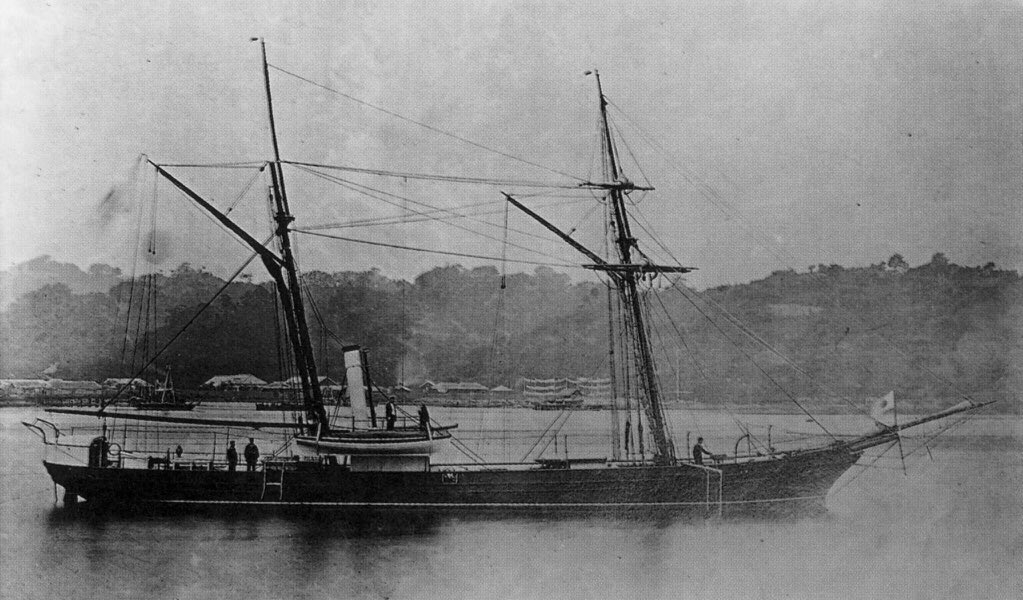
Prima navă de luptă de construcţie japoneză, acţionată cu aburi lansată pe apă la 2 iulie 1863

În 1863 iulie Japonia a lansat prima sa navă de luptă construită în Japonia, Chiyoda. 
Era o navă din lemn, cu un deplasament de 138 tone.

#### Crearea Marinei Imperiale Japoneze (1869)

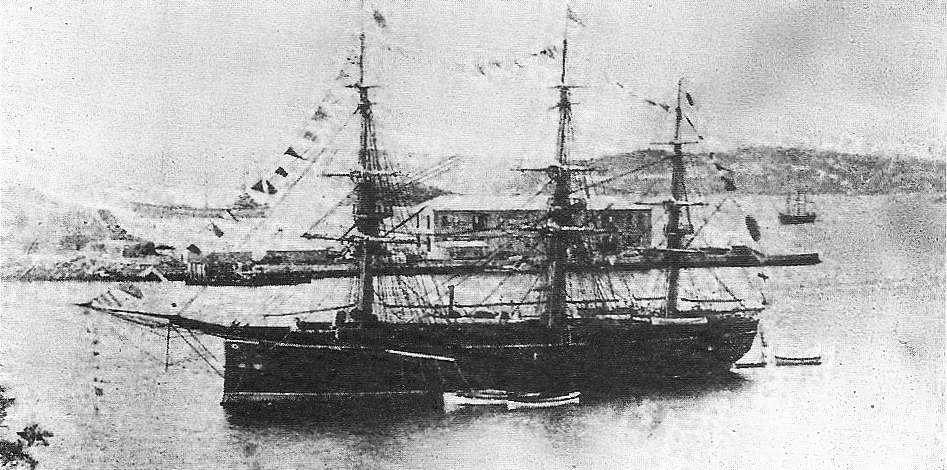
Ryūjō(1864) construit de britanici a fost nava amiral a japoniei până în 1881.

#### Sprijinul britanic

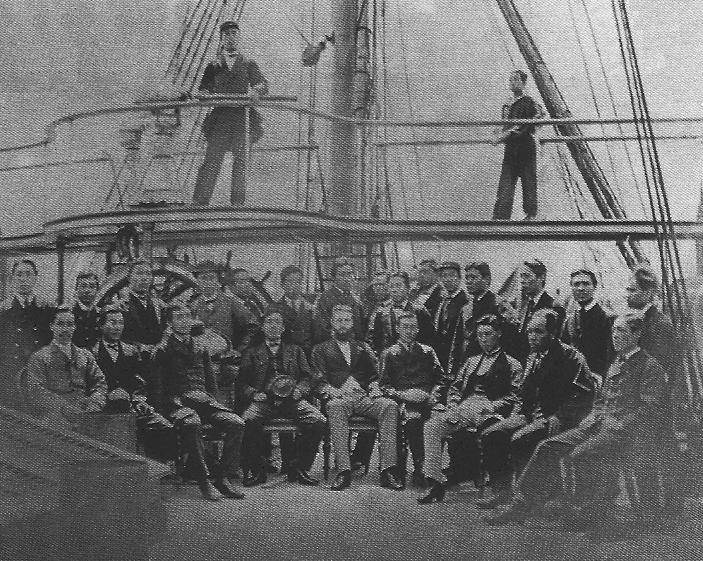
Instrucţia tunarilor de pe nava Ryūjō, cu prezenţa instructorului englez, Lt. Horse (ホース中尉), în 1871.

În anii 1870-1880 Marina Imperială Japoneză a rămas în principal o forță de apărare a coastelor cu toate că guvernul Meiji continua s-o modernizeze.
În 1870 un decret imperial a stabilit că modelul Marinei Imperiale japoneze trebuie să fie  Royal Navy în loc de Olanda. 
Din septembrie 1870 lt. Horse a fost numit instructor pe 'Ryūjō.
În 1871 Ministerul a trimis 16 tineri (14 în Marea Britanie și 2 în SUA) pentru studii navale, printre care și Heihachirō Tōgō..
În 1873 Marea Britanie a trimis o delegație de 34 persoane pentru doi ani pentru a instrui cadeții. 
Mai târziu prin 1879 comandorul L.P. Willan a fost agajat pentru a antrena cadeții.

#### Primele intervenții peste hotare (Taiwan 1874, Korea 1875–76)
În 1874 a avut loc expediția din Taiwan (incidentul Mukden) și împotriva Chinei continentale a fost o expediție punitivă lansată de japonezi ca pedeapsă pentru uciderea a 54 marinari de pe RyuKyu și aborigeni din Paiwan în decembrie 1871. Succesul expediției, care a marcat prima acțiune peste mări a Marinei Imperiale Japoneze și Armatei Imperiale Japoneze au relevat fragilitatea dinastiei Qing din Taiwan, încurajând și alte intervenții militare.  
Urmarea incidentului a fost: 
- victorie militară japoneză
- ocuparea Taiwanului
- plata daunelor de către China Japoniei
- arbitrajul britanic din 1879 a recunoscut suveranitatea Japoniei asupra insulelor RyuKyu

În perioada 1875–1876 au fost diferite intervenții în Peninsula Coreeană începând cu Incidentul din insula Ganghwa al cărui rezultat a fost Tratatul din Ganghwa,un tratat comercial, inegal, în favoarea Japoniei care deschidea Coreea pentru comerț.
În curând rebeliuni domestice au forțat șogunatul să se concentreze asupra forțelor terestre. 
Apoi s-a adoptat tactica apărării defensive statice care însemna apărarea coastelor japoneze punând în prim-plan principiul: Armata prima, Marina pe locul doi.
În 1878 crucișătorul japonez Seikis-a deplasat cu tot echipajul în Europa.

## Influența franceză a "Jeune École"-ului (1880s)
În anii 1880, Franța a preluat conducerea în influență, datorită doctrinei "Jeune École" ("școala tânără"), favorizând navele de război mici, rapide, în special croazierele și bărcile torpile, împotriva unităților mai mari. Alegerea Franței ar fi putut fi influențată și de ministrul marinei, care la acea vreme a fost Enomoto Takeaki (ministrul marinei 1880-1885), fost aliat al francezilor în timpul războiului Boshin. De asemenea, Japonia era îngrijorată de dependența de Marea Britanie, într-un moment în care Marea Britanie era foarte aproapiată de China.

## Comenzi de nave lansate britanicilor
Japonia s-a întors din nou către Marea Britanie, cu comanda unei vedete torpiloare revoluționare, Kotaka care a fost considerat primul proiect eficient al unui distrugător în 1887 și cu achiziționarea lui Yoshino, construit la Armstrong din Elswick, Newcastle upon Tyne, cel mai rapid crucișător din lume, în momentul lansării sale în 1892. În 1889, ea a comandat Chiyoda construită în Clyde, care a definit tipul de crucișător blindat.
Între anii 1882 și 1918, încheiată cu vizita misiunii militare franceze în Japonia, marina japoneză imperială a încetat să se bazeze pe instructori străini cu totul. În 1886, ea și-a fabricat propriul praf prismatic, iar în 1892 unul dintre ofițerii ei a inventat un exploziv puternic, pulberea Shimose.

## Primul război chino-japonez (1894-1895)
Japonia a continuat modernizarea marinei sale, mai ales că China construia, de asemenea, o flotă modernă puternică cu asistență străină, mai ales germană, și ca urmare, s-au create tensiuni între cele două țări privind Coreea. Conducerea navală japoneză în ajunul ostilităților era, în general, prudentă și chiar îngrijorată deoarece marina nu primise încă navele de război comandate în februarie 1893, în special navele de luptă Fuji și Yashima și crucișătorul Akashi. Prin urmare, inițierea ostilităților la vremea respectivă nu era ideală, iar marina era mult mai puțin încrezătoare decât armata japoneză în legătură cu rezultatul unui război cu China.

## Reprimarea rebeliunii boxerilor (1900)
Marina japoneză imperială a intervenit în China în 1900, participând, împreună cu puterile occidentale, la suprimarea rebeliunii chinezești al boxerilor. Marina a furnizat cel mai mare număr de nave de război (18 dintr-un total de 50) și a livrat cel mai mare contingent de trupe dintre națiunile care au intervenit (20840 soldați japonezi imperiali și soldați militari, dintr-un total de 54.000). 
Conflictul a permis Japoniei să intre în luptă împreună cu națiunile occidentale și să dobândească o înțelegere de primă mână a metodelor lor de luptă.

## Construcția navelor și tensiuni cu Rusia
În urma războiului împotriva Chinei, intervenția triplă sub conducerea Rusiei a făcut presiuni asupra Japoniei pentru a renunța la pretențiile sale privind Peninsula Liaotung. Japonezii erau conștienți de puterea navală pe care cele trei țări o posedau în apele din Asia de Est, în special în Rusia.   Confruntată puține posibilități de alegere, japonezii au retrocedat teritoriul înapoi Chinei pentru încă 30 de milioane de taeli (aproximativ 45 milioane de yeni). Odată cu umilirea retrocedării forțate a peninsulei Liaotung, Japonia a început să-și construiască forța militară pentru pregătirea viitoarelor confruntări.  Capitalul politic și sprijinul public pentru marina câștigată ca urmare a recentei conflicte cu China au încurajat, de asemenea, sprijinul popular și legislativ pentru expansiunea navală .

## Războiul ruso-japonez (1904-1905)
A fost un război sângeros purtat de Rusia și Japonia 
Rusia fiind atunci o țară țarista a durat destul de mult care fusese în mare parte purtat pe mare acesta a fost conceput de Rusia care voia Japonia cu multa dorința .
Mai este de menținut. ca Japonia nu sa lasat de nicio parte mai prejos și au fost multe batalii multiple și pe uscat și pe mare

## Cel de al Doilea Război Mondial
Între 4 iunie și 7 iunie 1942, la aproximativ o lună după bătălia din Marea Coralilor și la șase luni după atacul de la Pearl Harbour, Marina Statelor Unite a învins în mod decisiv Marina Imperială Japoneză, care atacase Atolul Midway, și a provocat pierderi ireparabile flotei japoneze.